# Eustrangalis distenioides
Eustrangalis distenioides là một loài bọ cánh cứng trong họ Cerambycidae.